# Tami Oelfken

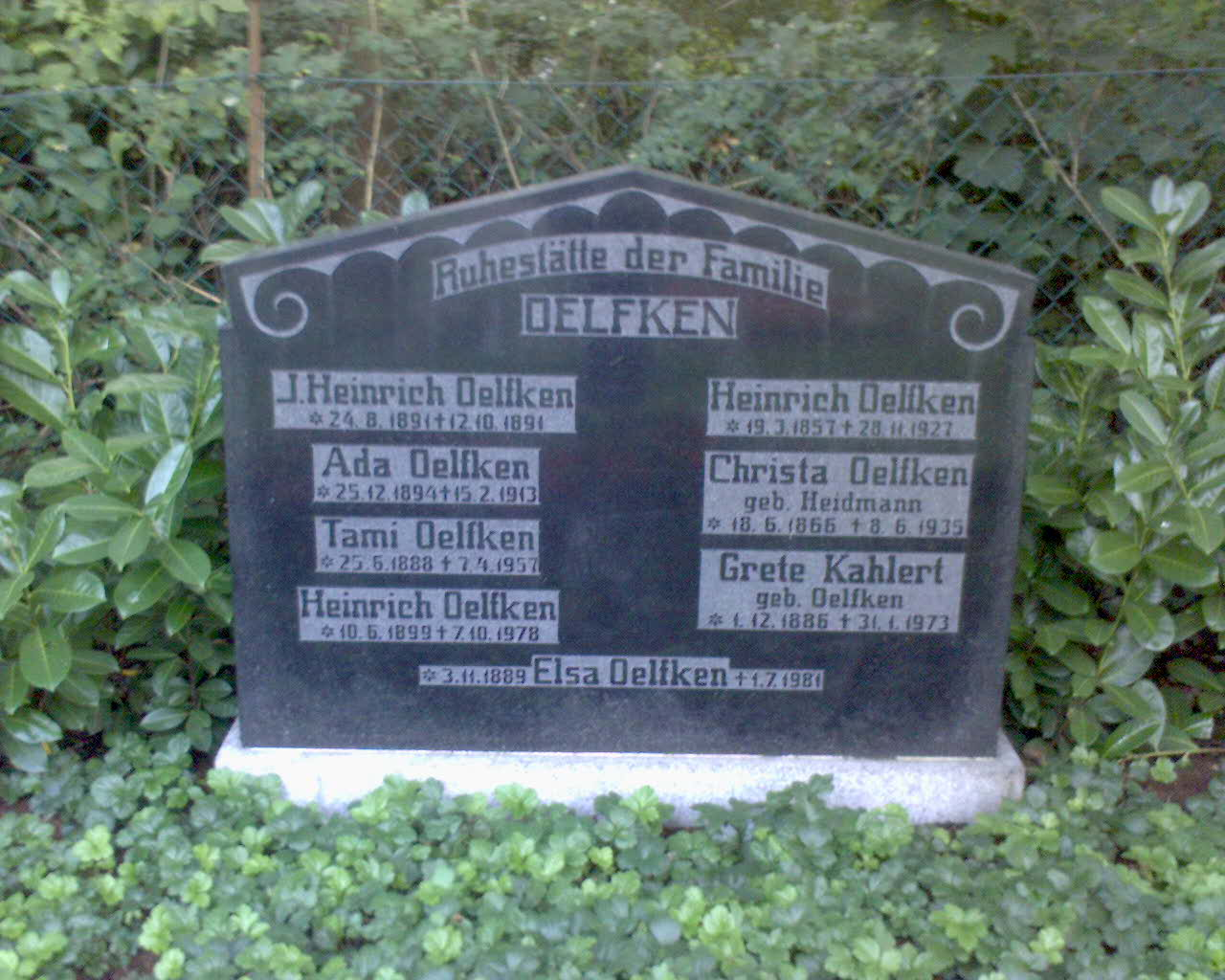
Grabstätte in Bremen

Tami Oelfken, eigentlich Maria Wilhelmine Oelfken, (* 25. Juni 1888 in Blumenthal; † 7. April 1957 in München) war eine deutsche Schriftstellerin und Reformpädagogin.

## Biografie
Tami Oelfkens Mutter „war musisch begabt“ und Hausfrau: Sie umsorgte die sieben Kinder der Familie; der Vater (* 19. März 1857) arbeitete als kaufmännischer Abteilungsleiter für eine Spedition bei der Bremer Wollkämmerei in Blumenthal; darüber hinaus war er stellvertretender Bürgermeister von Blumenthal und Beigeordneter der Regierung in Stade. Oelfken absolvierte die „Höhere Mädchenschule“ der Geschwister Gleim in Vegesack, später das Lehrerinnenseminar von Kippenberg in Bremen. 1908 bestand sie ihr Staatsexamen, danach arbeitete sie als Lehrerin in Ohrwege und Grohn. 1917 wurde sie als „eigenwillige Lehrerin“ nach Tarmstedt versetzt, trat einer Arbeitsgemeinschaft für Junglehrer in Gotha bei und kämpfte 1920/21 gegen die Kapp-Putschisten. Angesichts eines angeborenen Hüftleidens hatten ihre Eltern darauf gedrungen, dass sie zur wirtschaftlichen Absicherung Lehrerin werde; ihr eigentliches Ziel war gewesen, Schriftstellerin zu werden.
In Worpswede lernte sie Heinrich Vogeler kennen und wurde eine radikale Schulreformerin. Sie kündigte den Staatsdienst und arbeitete im Bund Entschiedener Schulreformer mit. 1922 war sie wieder als Lehrerin in Berlin-Spandau im Spandauer Schulkampf engagiert; erneut kündigte sie den Staatsdienst und ging nach Hellerau, wo sie mit Alexander Sutherland Neill in der Versuchsschule tätig war. Gleichzeitig veröffentlichte sie mehrere reformpädagogische Artikel. 1925 unterrichtete sie an der privaten Benario-Schule, dann an der Schule der russischen Handelsvertretung, bis sie 1928 die Tami-Oelfken-Gemeinschaftsschule im Berliner Villenviertel Lichterfelde gründete. Hier verfolgte sie das Konzept eines die Fächertrennung überwindenden Gesamtunterrichts und praktizierte eine starke Einbindung der Eltern, um die Diskrepanz zwischen Schule und Elternhaus abzubauen. In dieser Tami Oelfken Elternschule gab es zweisemestrige Vorträge für die Eltern über pädagogische Ziele und Arbeitsgemeinschaften über vertiefende theoretische und auch praktische Fragestellungen des Erziehungsalltags.
1931 veröffentlichte Tami Oelfken das Buch Nickelmann erlebt Berlin, ihr erstes Kinderbuch.
1934 wurde Tami Oelfkens Schule wegen „kommunistischer und judenfreundlicher Tendenzen“ geschlossen und ihr ein lebenszeitliches Unterrichtsverbot erteilt. Tami Oelfken emigrierte nach Frankreich und mietete sich in Paris ein. Sie ließ ihr gesamtes Hab und Gut aus Berlin nachkommen, einschließlich der Einrichtung ihrer geschlossenen Schule, und plante erneut, eine Schule zu gründen. Dieser Versuch scheiterte, und 1935 wurde Tami Oelfken unter Verlust ihrer Habe nach Deutschland abgeschoben. Nach Aufenthalten in England und Italien kehrte sie 1939 nach Berlin zurück. Nach dem Ausschluss aus der Reichsschrifttumskammer lebte sie zurückgezogen in Überlingen. Bekannt wurde sie durch den 1940 verfassten autobiographischen Roman Tine. Die erste Fassung wurde verboten. 1947 erschien der Roman unter dem Namen Maddo Clüver.
Nach 1947 arbeitete Oelfken für den Südwestfunk und schrieb ab 1950 Erinnerungsbücher und Novellen. Bekannt wurde das Logbuch mit Erinnerungen von 1939 bis 1945. Bereits seit 1945 hatte sie sich um eine Wiedergutmachung für Opfer des Nationalsozialismus bemüht. Das Verfahren zog sich über Jahre hin und endete im Februar 1955 mit einem Vergleich. Tami Oelfken erhielt eine Entschädigung über 13.200,00 DM, „wobei gesundheitliche Schädigungen und der Verlust ihres Eigentums in Paris unberücksichtigt blieben“.
Wegen ihres Eintretens für Zusammenarbeit auch mit linientreuen DDR-Autoren wurde Tami Oelfken in der Zeit der Blockkonfrontation stark kritisiert und in der Folge von einigen bundesdeutschen Verlagen geächtet. Ihr Werk wurde erst nach ihrem Tod zunehmend wiederentdeckt.
Noch heute ist ihre Grabstelle auf dem Friedhof an der Evangelisch-reformierten Kirche in Bremen-Blumenthal zu finden.

## Ehrungen
- Die Tami-Oelfken-Straße in Bremen-Kattenturm wurde 1968 nach ihr benannt.
- 2004 wurde eine Schule an ihrem Geburtsort nach ihr benannt.
- In Oldenburg i.O. gibt es eine Tami-Oelfken-Straße.

## Werke

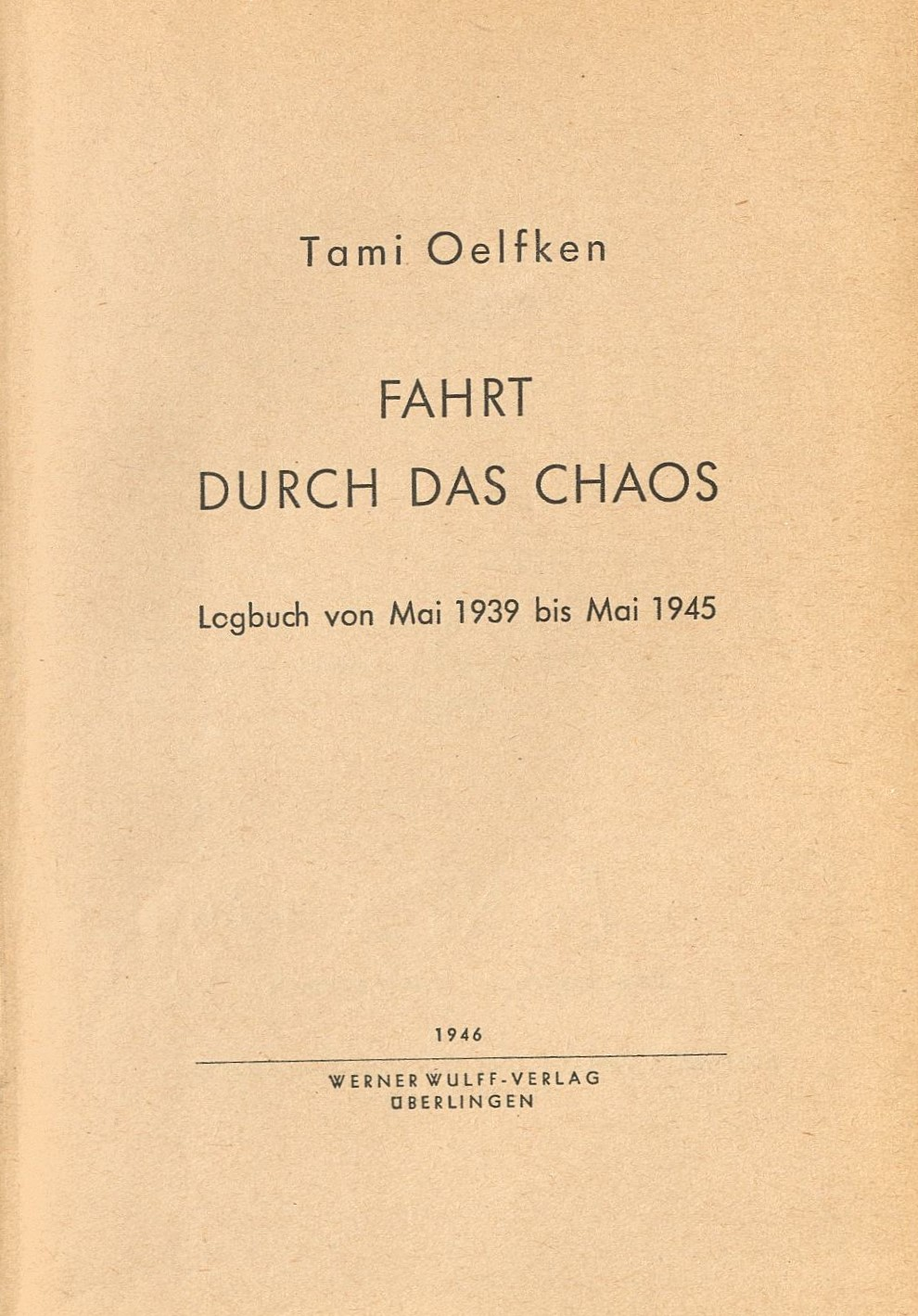
Fahrt durch das Chaos (1946)

- Nickelmann erlebt Berlin, 1931, Neuausgabe 2020 (Hentrich und Hentrich Verlag, mit einem Nachwort von Herausgeberin Gina Weinkauff sowie Illustrationen von Fe Spemann)
- Peter kann zaubern, 1932
- Tine, Kiepenheuer, Berlin 1940, verboten; 1947 als Maddo Clüver. Die Konturen einer Kinderlandschaft erschienen (Curt Brauns, Wedel).
- Die Persianermütze, 1942 (kurz nach dem Erscheinen verboten)
- Die Sonnenuhr, Wulff-Verlag, 1946
- Fahrt durch das Chaos. Logbuch von Mai 1939 bis Mai 1945. Überlingen: Werner Wulff, 1946. Neuausgabe 2003 (Libelle Verlag)
- Zauber der Artemis, Alster Verlag, Wedel 1947
- Maddo Clüver, Alster Verlag, Wedel 1947
- Logbuch, Alster Verlag, Wedel 1948
- Die Kuckucksspucke, Verlag der Nation, 1954
- Stine vom Löh – Novelle, Bertelsmann Verlag, Gütersloh 1953
- Texte in Bremen einst und jetzt. Eine Chronik, Eilers & Schünemann Verlag, 1955
- Traum am Morgen, Bertelsmann Verlag, Gütersloh 1950
- Die Penaten, 1957

## Pädagogische Beiträge
- Gymnastik als Grundlage der Erziehung. In Die Neue Erziehung, 7. Jahrgang 1925, S. 402–411